# Gorgió
Gorgió (en llatí Gorgion, en grec antic Γοργίων) era, segons Xenofont, fill de Gòngil d'Erètria i d'Hel·les que va viure als segles V aC i IV aC.
Gòngil d'Erètria havia rebut un districte a Mísia com a pagament del rei Xerxes I de Pèrsia per la seva traïció. Per les dates sembla més probable que Gorgió fos no un fill sinó un net de Gòngil, i governava encara el mateix districte, junt amb el seu germà, anomenat també Gòngil, quan hi va passar Tibró d'Esparta el 399 aC mentre anava a Àsia en ajut dels jònics contra Tisafernes). El districte estava format per quatre ciutats: Gambrion, Palaegambrion, Myrina i Grynion, i els dos germans les van rendir al general espartà.